# Aporrhiza
Aporrhiza é um género botânico pertencente à família Sapindaceae.